# Canet (Hérault)

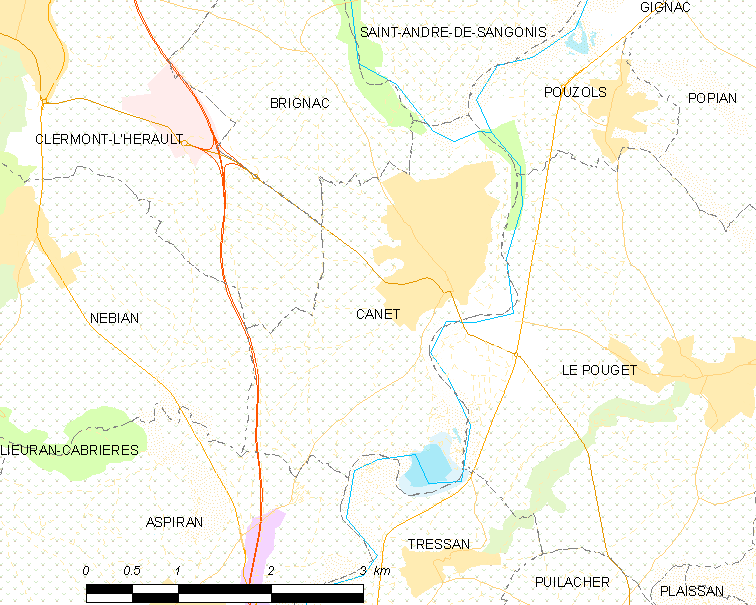
Mapa

Canet es una localidad  y comuna francesa, situada en el departamento del Hérault en la región de Occitania, en el distrito de Lodève y cantón de Clermont-l'Hérault. 
A sus habitantes se les conoce por el gentilicio Canétois.

## Demografía
| 960 | 1022 | 1061 | 1206 | 1402 | 1598 | 3493 |
| Para los censos de 1962 a 1999 la población legal corresponde a la población sin duplicidades (Fuente: INSEE [Consultar]) |      |      |      |      |      |      |

(Población sans doubles comptes según la metodología del INSEE).

## Hermanamientos
- Canet de Berenguer, España

- Datos: Q956417
- Multimedia: Canet (Hérault) / Q956417